# Bridget González
Bridget Rachel González Rangel (San Francisco, California, Estados Unidos, 18 de julio de 1999), conocida como Bridget González, es una cantante (principalmente de pop, balada e himnos nacionales) y actriz estadounidense. Conocida por tener el récord de haber cantado los himnos nacionales en peleas de campeonatos mundiales, fue finalista del reality show Pequeños gigantes segunda temporada, de Televisa. Ha compartido escenario con artistas como Yuri, Ha*Ash y Francisco Céspedes, entre otros.

## Primeros años
Nació en San Francisco, California, Estados Unidos, el 18 de julio de 1999. Hija de padres nacidos en el estado de Jalisco, México. Se presentó primero en lanzamientos, en eventos comunitarios, de política, abriendo conciertos de famosos artistas. Su interés en la música comenzó desde que era muy pequeña. A los 8 años de edad subió a su primer escenario en un evento de las celebraciones del 5 de mayo en Las Vegas, Nevada. Desde ese momento inició una carrera y fue considerada la niña más contratada a nivel amateur a su edad en todo Estados Unidos, debido a que tenía un promedio de 400 a 500 eventos por año.

## Himnos nacionales
Ha interpretado los himnos nacionales de Estados Unidos, México, Nicaragua y Colombia, entre otros, en peleas de campeonato mundial de boxeo (por ejemplo, la de Miguel Ángel Cotto y Ricardo "Matador" Mayorga), de la UFC y de la MMA. Se ha presentado en los grandes hoteles de Orleans, Palms, Mandalay Bay, MGM Grand, Bellagio y Fremont Experience para empresas como: Top Rank, Golden Boy Promotions, Mayweather Promotions, Sampson Boxing y Crown Boxing. La Casa Blanca le hizo una invitación para cantar en el evento Moving America Forward en presencia del presidente Barack Obama.

## Campañas políticas
Fue elegida como la cantante oficial en la campaña política de Harry Reid, líder del Senado de los Estados Unidos. Obtuvo el primer lugar en un concurso de canto realizado por Disney Channel. Se ha presentado en programas como Sábado Gigante (Univisión), American Teen Idol, Pa'lante con Cristina (Telemundo), Tengo talento mucho talento, Estrellitas del Sábado, El Show de Lagrimita y Costel, transmitidas por Estrella TV.

## En México
En 2012, participó en la segunda temporada del programa Pequeños gigantes, de Televisa, donde alcanzó a ser finalista.

## Reconocimientos
En Plaza Galerías de las Estrellas, recibió un galardón especial de honor.